# Жаргон
Под жаргон обикновено се разбира неформалното общуване и език, а в по-широк социолингвистичен смисъл – това е социален говор (понякога наричано и социален диалект) на лица, обединени от определена близост в професията, образованието, интересите, начина на живот и др., което ще рече, че може да става дума напр. за професионален жаргон, употребяващ специфични за дадена област термини, за групов жаргон, характерен за неформални социални образувания като ученици, студенти, войници и др. Лексиката и фразеологията на жаргона може да са възприети след формална или смислова промяна от книжовния език, териториалните диалекти или от някои чужди езици, но може да са създадени и от самите му носители, обикновено като резултат от желанието им да направят разговорите си неразбираеми за околните или да привлекат вниманието. Жаргоните като цяло се отличават с ярка експресивност, със свобода и непринуденост на изказа. Те имат подчертано дефективен граматичен строеж – липсват много граматични форми, изреченията обикновено са кратки, несложни, с множество изпускания, произношението е небрежно.
В България жаргон се използва, като общо название за всички социални диалекти и като специфичен термин за назоваване на т.нар. групов говор. Някои учени използват термина жаргон за назоваване само на строго професионалните социални диалекти, като за груповите говори предпочитат английския термин сленг (от английски slang).
Други видове социални диалекти са тайните говори, известни още като арго, както и класовите говори, които днес са напълно изчезнали в Европа.

## Особености
В жаргона се акумулират диалектни и чуждоезикови елементи, за да се изрази силната експресия, най-често типична за младежкото общуване в неформални групи.